# Взрыв на заводе Вангунчан
Взрыв в Вангунчан — взрыв на оружейном заводе Вангунчана, 30 мая 1626 г., жертвами которого стали, приблизительно, 20 000 человек. Его сила была эквивалентна 10-20 килотоннам в тротиловом эквиваленте, столько же, сколько при бомбардировке Хиросимы. Причина взрыва до сих пор не была установлена.

## Взрыв
По имеющимся сведениям, взрыв произошел в Пекине с эпицентром на месте современного района Сичэн утром в час Змеи (9:00 - 11:00) 30 мая 1626 года (6 число 5 месяца по китайскому календарю). Небо было ясным, но внезапно раздался громкий грохот, в небе вспыхнула ослепительно-яркая вспышка взрыва, а город быстро заволокло пылью, на столько, что небо вскоре потемнело.
Масштабы трагедии поражают воображение: Всё в пределах 3-4 километров от эпицентра взрыва было полностью уничтожено; улицы были усыпаны обломками домов и трупами; деревья были вырваны с корнем; трёхтонного каменного льва перебросило через городскую стену; позже выжившие сообщали о камнях, кусках древесины, лоскутах одежды, и частях тел людей и животных, падающих с неба. Взрыв был такой силы, что был слышен в близлежащих городах: Тунчжоу, Хэсиву, Миюнь и Чанпин, а вибрация ощущалась на расстоянии более 150 км, в городах: Цзуньхуа, Сюаньхуа, Тяньцзинь, Датун и Гуанлин; а земля в непосредственной близости от эпицентра взрыва, проседала более чем на 6 метров.
Также поступали сообщения, о «странных» облаках над эпицентром взрыва: они выглядели как: «спутанные нити шёлка», а также были разноцветными. Поднявшись в небо, они не рассеивались по несколько часов. Удивительно, но каких-либо следов от огня на месте катастрофы обнаружено не было.
Во время трагедии погиб единственный наследник императора Тяньци — семимесячный наследник Чжу Цицзюн, который скончался от шока.

## Теории о причинах взрыва
- Возгорание пороха: Предполагается, что причиной является пренебрежение техникой безопасности при производстве и транспортировке пороха.

Этой теории противоречит отсутствие следов от горения на месте трагедии и на найденных лоскутах одежды, а также то, что пороха явно было недостаточно для такой разрушительной силы взрыва, так как порох горит, а не детонирует.
- Болид: Эта гипотеза предполагает, что зона разрушений соответствует той, что была бы при падении метеора, взорвавшемуся в воздухе на малой высоте при входе в атмосферу Земли.

Многие историки отвергли это предположение на том основании, что не было обнаружено самого ударного кратера, также предполагаемое грибовидное облако не свойственно для взорвавшегося метеора и, вероятнее всего, указывает на другую причину взрыва.
Сообщения о яркой вспышке, грохоте и падающих камнях напоминают современные записи о взрывающихся болидах (Например, подтверждённый учёными взрыв болида — падение Тунгусского метеорита. Событие, представлявшее собой взрыв 10-30 мегатонн в верхней средней тропосфере, взрыв также не оставил ударного кратера).
- Землетрясение: В исторических записях зарегистрировано более сотни подтвержденных землетрясений во время династии Мин. И грохот и вибрации во время взрыва могут напоминать землетрясение.

Тем не менее, многие строения, расположенные не так далеко от места взрыва (например, Храм Чэнъэн), почти не пострадали. Гипотеза о землетрясении также не может объяснить появление грибовидного облака на месте взрыва и то, как объекты были передвинуты на многие мили.
- Торнадо: Мощный торнадо может быть внезапным и очень разрушительным и может переносить объекты на большие расстояния.

Очень маловероятно, что торнадо внезапно возникнет среди ясного неба, и эта гипотеза не может объяснить громкий грохот и вибрацию, ощущаемые даже на дальних от эпицентра взрыва расстояниях.